# 克里姆林宮14號樓

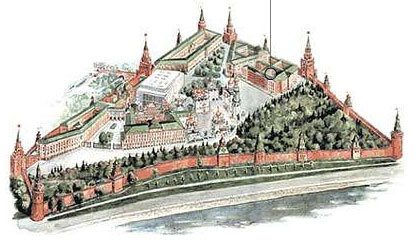
在克里姆林宫内的位置

克里姆林宮主席團樓（俄语：Административный корпус Кремля），又稱14號樓（俄语：14-й корпус）是莫斯科克里姆林宮內的一座1934年建造的新古典主义建筑。它在克里姆林宫里位于元老院和通往红场的救世主门边。2015年和2016年间它被拆除。

## 历史
克里姆林宮14號樓就建造在楚鐸夫修道院所在的位置，该修道院是1365年由都主教阿莱克修斯奠定的，阿莱克修斯死后也被葬在那里。1930年苏联当局在莫斯科市内大规模拆除宗教建筑时楚鐸夫修道院也被摧毁。老建筑被拆除后当局立刻开始在那里建造克里姆林宫内的第一座苏联时期建筑物。设计师是伊万·伊万诺维奇·瑞尔贝格，他是20世纪初莫斯科一名很有名的建筑师，他最有名的建筑是於1918年建成的莫斯科基輔車站。
1934年新建筑完工，此时瑞尔贝格已经去世两年了。本来建筑物没有特定的名称，苏联红军的军官学校被设置在里面。1935年军校搬迁到列福尔托沃区后，该建筑开始被作为行政楼使用。1938年苏联最高苏维埃主席团秘书处迁到这里。
从1958年到1961年建筑物内一间可以容纳达1200名观众的大厅被作为剧院使用，由于它的位置它被成为克里姆林宫剧院。那个时候一般人可以通过救世主门进入克里姆林宫。剧院关闭后情况改变。此后救世主门就成为只有官方可以使用的了，14号楼也不对外开放了。
14号楼与元老院和大克里姆林宮一起属于俄罗斯总统的办公楼群。俄罗斯总统在那里有多座办公室（不过主办公室在元老院）以及会议和接见室。此外建筑里还有总统办公厅、近卫队总部、联邦警卫局和其它直接率属总统的机关。

## 建筑

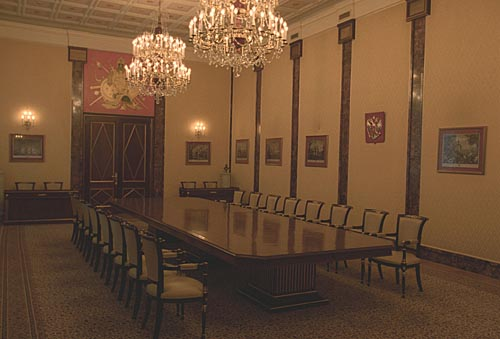
会议厅

14号楼高四层，从伊万广场和从南边邻近的克里姆林宫花园可见，经典地分三翼。这三个翼通过一个中心建筑相连，这个中心建筑则面向克里姆林宫花园。这个中心部分的前方有一排爱奥尼柱式的立柱装饰，它们的上方有一山墙和旗杆。这个建筑风格非常像18世纪末和19世纪的俄罗斯新古典主義政府建筑。14号楼附近的元老院建筑也是同一风格。翼的表面装饰要简单和不起眼得多。建筑物表面得黄色是为了与周边克里姆林宫其它建筑相配应。总的来说14号楼被看作是很少见的莫斯科20世纪初新古典主义建筑，这个风格对伊万·伊万诺维奇·瑞尔贝格来说是很典型的，但是与周围的克里姆林宫建筑群的风格却不相配。

## 拆除
2001年，14号楼开始计划整修。2011年总统办公厅搬到旧广场后主要的整修工作开始，计划整修到2015年完工。整个工程被批评为劳民伤财。整修数年后最终还是决定采取其它措施。最后决定中断整修，将它完全拆除。
2014年，俄罗斯总统弗拉基米尔·普京建议重建过去在当地的楚鐸夫修道院、基督升天修道院和小尼古拉宮。假如这个计划被批准的话它会彻底改变克里姆林宫的格局，重建伊万诺沃广场的历史场面。与此同时专家怀疑真的能够完全恢复当地历史性的建筑。
2016年4月，14号楼被拆除。此前不久布尔什维克革命后不就被向公众关闭的斯巴斯克塔被重新开放。公众可以直接从红场通过它进入亞歷山大公園。
现在原址被改成了一座博物馆，该博物馆于2020年开放。